# Běh na 1000 metrů
Běh na 1000 metrů je méně vypisovanou atletickou disciplínou, která se neobjevuje v programu velkých atletických mítinků ani olympijských her. V hale je typickou součástí mužského sedmiboje, jakožto závěrečná (sedmá) disciplína (ekvivalent běhu na 1500 m v desetiboji). Historicky nejrychlejší čas mezi sedmibojaři zaběhl ve Fayetteville 13. března 2010 Američan Curtis Beach, má hodnotu 2:27,88 minut. V roce 2011 se Beach ještě zlepšil a tento čas vylepšil na 2:23,63 min.
Světový rekord je od roku 1999 v držení Noaha Ngenyho z Keni, který zaběhl jako jediný v historii pod 2:12 minut (2:11,96 min). V ženské kategorii je držitelkou rekordu Ruska Světlana Mastěrkovová, která zaběhla v roce 1996 čas 2:28,98 min. V hale pak drží rekord Wilson Kipketer časem 2:14,96 min. a Maria Mutolaová časem 2:30,94 min.

## Současní světoví rekordmani

Muži - Noah Ngeny 2:11,96 min.
Ženy - Světlana Mastěrkovová 2:28,98 min

## Současné rekordy – dráha
| Muži             |           |               |                    |       |               |
| Rekord           | Čas (min) | Atlet         | Stát               | Město | Datum rekordu |
| Světový rekord   | 2:11,96   | Noah Ngeny    | Keňa               | Rieti | 5. 9. 1999    |
| Evropský rekordy | 2:12,18   | Sebastian Coe | Spojené království | Oslo  | 11. 7. 1981   |
| Muži na iaaf.org |           |               |                    |       |               |

| Ženy             |           |                       |       |        |               |
| Rekord           | Čas (min) | Atletka               | Stát  | Město  | Datum rekordu |
| Světový rekord   | 2:28,98   | Světlana Mastěrkovová | Rusko | Brusel | 23. 8. 1996   |
| Evropský rekord  | 2:28,98   | Světlana Mastěrkovová | Rusko | Brusel | 23. 8. 1996   |
| Ženy na iaaf.org |           |                       |       |        |               |

## Rychlost běhu
Světový rekordman Noah Ngeny běžel průměrnou rychlostí 7,578 m/s (27,28 km/h), což odpovídá průměrnému času 13,19 sekundy na každých 100 metrů trati, času 52,78 s. na každých 400 metrů a například průměrnému mezičasu 1:45,57 minuty na 800 metrů. Rekordmanka Světlana Mastěrkovová běžela při rekordním běhu rychlostí 6,712 m/s (24,16 km/h) a každých 100 metrů tak zvládla v průměru za necelých 14,90 sekundy, 400 metrů za 59,59 sekundy a průměrný mezičas na 800 metrů činil 1:59,18 minuty.